# Margarita Gralia
Margarita Gralia (Buenos Aires, 23 de dezembro de 1954) é uma atriz argentina-mexicana.

## Filmografia

### Televisão
- Destino (2013) - Grecia del Sol
- La mujer de Judas (2012) - Lucrecia de Sosa
- Entre el amor y el deseo (2010) - Renata Dumont/Agetilde
- Tengo todo excepto a ti (2007) - Pamela Garcia Woolrich
- Amor en custodia (2005/06) - Paz Achaval Urien
- La heredera (2004) - Ana Gabriela Grimaldi de Madero
- El país de las mujeres (2002) - Natalia
- Cuando seas mía (2001) - Ángela Vallejo de Sánchez Serrano
- Todo por amor (2000) - Laura
- Besos prohibidos (1999) - Diana
- Mirada de mujer (1997) - Paulina
- Para toda la vida (1996) - Adela
- Caminos cruzados (1994) - Emma Ulloa de Jiménez y Cisneros
- Atrapada (1991) - Adela
- Balada por un amor (1990) - Virginia
- La casa al final de la calle (1988) - Rebeca Ulloa
- Herencia maldita (1986) - Laura
- De pura sangre (1985) - Andrea
- La pasión de Isabela (1984) - Odette
- Amor ajeno (1983) - Carla

### Cinema
- La última noche (2005) - Margarita